# Harry Connick Jr.
Harry Connick Jr., eg. Joseph Harry Fowler Connick Jr., född 11 september 1967 i New Orleans, Louisiana, är en amerikansk musiker (pianist och sångare) och skådespelare.

## Diskografi i urval
- 2007 My New Orleans
- 2007 Chanson du Vieux Carré: Connick on Piano, Volume 3 - Grammynominerad
- 2005 Occasion : Connick on Piano, Volume 2
- 2004 Only You - Emmyvinnare, Grammynominerad
- 2003 Harry for the Holidays
- 2003 Other Hours : Connick on Piano, Volume 1
- 2002 Thou Shalt Not - Tonynominerad
- 2001 Songs I Heard - Grammyvinnare
- 2001 30
- 1999 Come By Me - Grammynominerad
- 1997 To See You
- 1996 Star Turtle
- 1994 She
- 1993 When My Heart Finds Christmas
- 1992 25
- 1991 Blue Light, Red Light - Grammynominerad
- 1990 Lofty's Roach Souffle - Grammynominerad
- 1990 We Are in Love - Grammyvinnare
- 1990 Memphis Belle
- 1989 When Harry Met Sally - (Soundtrack) - Grammyvinnare
- 1988 20
- 1987 Harry Connick Jr.
- 1978 Eleven
- 1977 Dixieland Plus

## Filmografi i urval
- 2011 Dolphin Tale
- 2007 P.S. I Love You
- 2006 Bug
- 2004 Mickey
- 2003 Basic
- 2002-2006 Will & Grace (TV-serie)
- 2001 Life Without Dick
- 2001 South Pacific
- 2000 The Simian Line
- 2000 My Dog Skip
- 1999 Wayward Son
- 1999 Järnjätten
- 1998 Livet går vidare
- 1997 Excess Baggage
- 1996 Independence Day
- 1995 Copycat
- 1991 Little Man Tate
- 1991 Skål (TV-serie)
- 1990 Memphis Belle

### Fotnoter
1. ↑  SNAC, SNAC Ark-ID: w6572djp, läs online, läst: 9 oktober 2017.[källa från Wikidata]
2. ↑  Internet Broadway Database, Internet Broadway Database person-ID: 47302, läst: 9 oktober 2017.[källa från Wikidata]
3. ↑  Encyclopædia Britannica, Encyclopædia Britannica Online-ID: biography/Harry-Connick-Jrtopic/Britannica-Online, läst: 9 oktober 2017.[källa från Wikidata]
4. ↑  Theatre World Award Recipients, Theatre World Award, läs onlineläs online.[källa från Wikidata]